# Lytorhynchus gasperetti
Lytorhynchus gasperetti är en ormart som beskrevs av Leviton 1977. Lytorhynchus gasperetti ingår i släktet Lytorhynchus och familjen snokar. Inga underarter finns listade i Catalogue of Life.
Artens utbredningsområde är sydvästra Saudiarabien. Ormen lever i Asirbergen och i det angränsande låglandet vid kusten. Kanske når den även nordvästra Yemen. För arten antas att den är nattaktiv, att den jagar ödlor och att honor lägger ägg liksom hos andra ormar av samma släkte.
Efter upptäckten 1977 och fram till 2012 hittades inga fler exemplar och nyare studier saknas. IUCN kategoriserar arten globalt som otillräckligt studerad.